# Чикарели (Фрозиноне)
Чикарели је насеље у Италији у округу Фрозиноне, региону Лацио.
Према процени из 2011. у насељу је живело 227 становника. Насеље се налази на надморској висини од 273 м.